# قطعنامه ۱۱۷۴ شورای امنیت
قطعنامه ۱۱۷۴ شورای امنیت سازمان ملل متحد که در تاریخ ۱۵ ژوئن ۱۹۹۸ تصویب شد، سندی بین‌المللی دربارهٔ بررسی وضعیت در بوسنی و هرزگوین است. این قطعنامه طی نشست ۳۸۹۲ام با ۱۵ رای موافق، ۰ مخالف و ۰ ممتنع تصویب شد.